# UTC+13:45
UTC + 13:45 é o fuso horário onde o horário é contado a partir de mais treze horas e quarenta e cinco minutos em relação ao horário do Meridiano de Greenwich. É usado pelas Ilhas Chatham no horário de verão.
Longitude ao meio: 153º 45' 00" W

## Horário de verão (Hemisfério sul)
- Nova Zelândia
  - Ilhas Chatham